# ويليام جون يونغ
ويليام جون يونغ (بالإنجليزية: William John Young)‏ هو فلاح أسترالي، ولد في 20 أكتوبر 1850، وتوفي في 1 يونيو 1931.